# Zuid-Aziatisch kampioenschap voetbal 2013
Het Zuid-Aziatisch kampioenschap voetbal 2013 werd gehouden in Kathmandu, Nepal van 31 augustus 2013 tot en met 11 september 2013.

## Deelnemende landen
De loting vond plaats op 30 juli 2013 in Kathmandu.
| Groep A    | Groep A | Groep A                                      | Groep A      | Groep B     | Groep B | Groep B             | Groep B      |
| Land       | Aantal  | Beste resultaat                              | FIFA-ranking | Land        | Aantal  | Beste resultaat     | FIFA-ranking |
| ---------- | ------- | -------------------------------------------- | ------------ | ----------- | ------- | ------------------- | ------------ |
| Bangladesh | 9e      | Winnaar (2003)                               | 158          | Afghanistan | 6e      | Finalist (2011)     | 139          |
| India      | 10e     | Winnaar (1993, 1997, 1999, 2005, 2009, 2011) | 145          | Bhutan      | 6e      | Halve finale (2008) | 207          |
| Nepal      | 10e     | Derde plaats (1993)                          | 170          | Malediven   | 8e      | Winnaar (2008)      | 153          |
| Pakistan   | 10e     | Derde plaats (1997)                          | 167          | Sri Lanka   | 10e     | Winnaar (1995)      | 170          |

## Speelsteden
| Kathmandu                  | Kathmandu         | Nepal       |
| -------------------------- | ----------------- | ----------- |
| Dasarath Rangasala Stadium | Halchowk Stadium  | · Kathmandu |
| Capaciteit: 25.000         | Capaciteit: 3.500 | · Kathmandu |
|                            |                   | · Kathmandu |

## Groepsfase

### Groep A
| Land       | Gsp | Win | Gel | Ver | DV | DT | +/- | Pnt |
| ---------- | --- | --- | --- | --- | -- | -- | --- | --- |
| Nepal      | 3   | 2   | 1   | 0   | 05 | 02 | +3  | 7   |
| India      | 3   | 1   | 1   | 1   | 03 | 03 | 0   | 4   |
| Pakistan   | 3   | 1   | 1   | 1   | 03 | 03 | 0   | 4   |
| Bangladesh | 3   | 0   | 1   | 2   | 02 | 05 | −3  | 1   |

|                                                      |                       |       |            |                                                                       |
| 31 augustus 2013 «onderlinge duels» 18:30 (UTC+5:45) | Nepal                 | 2 – 0 | Bangladesh | Dasarath Rangasala Stadion, Kathmandu Scheidsrechter: Adham Makhadmeh |
| 31 augustus 2013 «onderlinge duels» 18:30 (UTC+5:45) | Gurung 18' Khawas 31' |       |            | Dasarath Rangasala Stadion, Kathmandu Scheidsrechter: Adham Makhadmeh |

|                                                      |                        |       |          |                                                                     |
| 1 september 2013 «onderlinge duels» 18:30 (UTC+5:45) | India                  | 1 – 0 | Pakistan | Sir Rahul Stadion, Kathmandu Scheidsrechter: Hettikamkanamge Perera |
| 1 september 2013 «onderlinge duels» 18:30 (UTC+5:45) | Samar Ishaq 14' (e.d.) |       |          | Sir Rahul Stadion, Kathmandu Scheidsrechter: Hettikamkanamge Perera |

|                                                      |            |       |               |                                                                    |
| 3 september 2013 «onderlinge duels» 15:30 (UTC+5:45) | Bangladesh | 1 – 1 | India         | Halchowk Stadion, Kathmandu Scheidsrechter: Hettikamkanamge Perera |
| 3 september 2013 «onderlinge duels» 15:30 (UTC+5:45) | Meshu 82'  |       | Chhetri 90+5' | Halchowk Stadion, Kathmandu Scheidsrechter: Hettikamkanamge Perera |

|                                                      |            |       |             |                                                                        |
| 3 september 2013 «onderlinge duels» 18:30 (UTC+5:45) | Pakistan   | 1 – 1 | Nepal       | Dasarath Rangasala Stadion, Kathmandu Scheidsrechter: Saleh Al Hethlol |
| 3 september 2013 «onderlinge duels» 18:30 (UTC+5:45) | Bashir 14' |       | Magar 90+2' | Dasarath Rangasala Stadion, Kathmandu Scheidsrechter: Saleh Al Hethlol |

|                                                      |            |       |                    |                                                                       |
| 5 september 2013 «onderlinge duels» 15:30 (UTC+5:45) | India      | 1 – 2 | Nepal              | Dasarath Rangasala Stadion, Kathmandu Scheidsrechter: Adham Makhadmeh |
| 5 september 2013 «onderlinge duels» 15:30 (UTC+5:45) | Nabi 90+2' |       | Gurung 70' Rai 81' | Dasarath Rangasala Stadion, Kathmandu Scheidsrechter: Adham Makhadmeh |

|                                                      |            |       |                       |                                                              |
| 5 september 2013 «onderlinge duels» 15:30 (UTC+5:45) | Bangladesh | 1 – 2 | Pakistan              | Halchowk Stadion, Kathmandu Scheidsrechter: Saleh Al Hethlol |
| 5 september 2013 «onderlinge duels» 15:30 (UTC+5:45) | Ameli 30'  |       | Ishaq 36' Kalim 90+2' | Halchowk Stadion, Kathmandu Scheidsrechter: Saleh Al Hethlol |

### Groep B
| Land        | Gsp | Win | Gel | Ver | DV | DT | +/- | Pnt |
| ----------- | --- | --- | --- | --- | -- | -- | --- | --- |
| Malediven   | 3   | 2   | 1   | 0   | 18 | 02 | +16 | 7   |
| Afghanistan | 3   | 2   | 1   | 0   | 06 | 01 | +5  | 7   |
| Sri Lanka   | 3   | 1   | 0   | 2   | 06 | 15 | −9  | 3   |
| Bhutan      | 3   | 0   | 0   | 3   | 04 | 16 | −12 | 0   |

|                                                      |                                    |       |        |                                                           |
| 2 september 2013 «onderlinge duels» 15:30 (UTC+5:45) | Afghanistan                        | 3 – 0 | Bhutan | Halchowk Stadion, Kathmandu Scheidsrechter: Sudish Pandey |
| 2 september 2013 «onderlinge duels» 15:30 (UTC+5:45) | Amiri 37' Azadzoy 76' Barakzai 88' |       |        | Halchowk Stadion, Kathmandu Scheidsrechter: Sudish Pandey |

|                                                      |                                                                                               |        |           |                                                                    |
| 2 september 2013 «onderlinge duels» 18:30 (UTC+5:45) | Malediven                                                                                     | 10 – 0 | Sri Lanka | Dasarath Rangasala Stadion, Kathmandu Scheidsrechter: Pratap Singh |
| 2 september 2013 «onderlinge duels» 18:30 (UTC+5:45) | Abdulla 5' Ashfaq 21' (pen.), 45+1' (pen.), 51', 53', 58', 87' Adhuham 76' Fasir 83' Umar 86' |        |           | Dasarath Rangasala Stadion, Kathmandu Scheidsrechter: Pratap Singh |

|                                                      |                  |       |                                 |                                                           |
| 4 september 2013 «onderlinge duels» 15:30 (UTC+5:45) | Sri Lanka        | 1 – 3 | Afghanistan                     | Halchowk Stadion, Kathmandu Scheidsrechter: Sudish Pandey |
| 4 september 2013 «onderlinge duels» 15:30 (UTC+5:45) | Fazaluzzaman 36' |       | Rafi 62' Amiri 76' Barakzai 87' | Halchowk Stadion, Kathmandu Scheidsrechter: Sudish Pandey |

|                                                      |                                  |       |                                                               |                                                                          |
| 4 september 2013 «onderlinge duels» 18:30 (UTC+5:45) | Bhutan                           | 2 – 8 | Malediven                                                     | Dasarath Rangasala Stadion, Kathmandu Scheidsrechter: Tayeb Shamsuzzaman |
| 4 september 2013 «onderlinge duels» 18:30 (UTC+5:45) | P. Tshering 25' C. Gyeltshen 35' |       | Fasir 16', 69' Umair 45+3' Ashfaq 48', 51', 76', 79' Umar 82' | Dasarath Rangasala Stadion, Kathmandu Scheidsrechter: Tayeb Shamsuzzaman |

|                                                      |             |       |           |                                                                          |
| 6 september 2013 «onderlinge duels» 15:30 (UTC+5:45) | Afghanistan | 0 – 0 | Malediven | Dasarath Rangasala Stadion, Kathmandu Scheidsrechter: Tayeb Shamsuzzaman |
| 6 september 2013 «onderlinge duels» 15:30 (UTC+5:45) |             |       |           | Dasarath Rangasala Stadion, Kathmandu Scheidsrechter: Tayeb Shamsuzzaman |

|                                                      |                                                   |       |                            |                                                          |
| 6 september 2013 «onderlinge duels» 15:30 (UTC+5:45) | Sri Lanka                                         | 5 – 2 | Bhutan                     | Halchowk Stadion, Kathmandu Scheidsrechter: Pratap Singh |
| 6 september 2013 «onderlinge duels» 15:30 (UTC+5:45) | Izzadeen 19', 26', 50', 90+3' P. Dorji 32' (e.d.) |       | P. Tshering 45' Tenzin 58' | Halchowk Stadion, Kathmandu Scheidsrechter: Pratap Singh |

## Knock-outfase
|  | halve finale            | halve finale            |  |       | finale                   | finale                   |
|  |                         |                         |  |       |                          |                          |
|  | 8 september − Kathmandu |                         |  |       |                          |                          |
|  | Nepal                   | 0                       |  |       |                          |                          |
|  | Afghanistan             | 1                       |  |       | 11 september − Kathmandu | 11 september − Kathmandu |
|  |                         |                         |  |       | Afghanistan              | 2                        |
|  | 9 september − Kathmandu | 9 september − Kathmandu |  | India | 0                        |                          |
|  | Malediven               | 0                       |  |       |                          |                          |
|  | India                   | 1                       |  |       |                          |                          |

### Halve finale
|                                                      |       |                  |             |                                                                        |
| 8 september 2013 «onderlinge duels» 18:30 (UTC+5:45) | Nepal | 0 − 1            | Afghanistan | Dasarath Rangasala Stadium, Kathmandu Scheidsrechter: Saleh Al Hethlol |
| 8 september 2013 «onderlinge duels» 18:30 (UTC+5:45) |       | Wedstrijdverslag | Ahmadi 11'  | Dasarath Rangasala Stadium, Kathmandu Scheidsrechter: Saleh Al Hethlol |

|                                                      |           |                  |            |                                                                       |
| 9 september 2013 «onderlinge duels» 18:30 (UTC+5:45) | Malediven | 0 − 1            | India      | Dasarath Rangasala Stadium, Kathmandu Scheidsrechter: Adham Makhadmeh |
| 9 september 2013 «onderlinge duels» 18:30 (UTC+5:45) |           | Wedstrijdverslag | Mondal 86' | Dasarath Rangasala Stadium, Kathmandu Scheidsrechter: Adham Makhadmeh |

### Finale
|                                                       |                       |                  |       |                                                                                              |
| 11 september 2013 «onderlinge duels» 18:30 (UTC+5:45) | Afghanistan           | 2 – 0            | India | Dasarath Rangasala Stadium, Kathmandu Toeschouwers: 6.500 Scheidsrechter: Tayeb Shamsuzzaman |
| 11 september 2013 «onderlinge duels» 18:30 (UTC+5:45) | Azadzoy 9' Ahmadi 62' | Wedstrijdverslag |       | Dasarath Rangasala Stadium, Kathmandu Toeschouwers: 6.500 Scheidsrechter: Tayeb Shamsuzzaman |

| Winnaar Zuid-Aziatisch kampioenschap voetbal 2013 |
| ------------------------------------------------- |
|                                                   |
| Afghanistan Eerste titel                          |

## Doelpuntenmakers
10 doelpunten
- Ali Ashfaq

4 doelpunten
- Mohamed Izzadeen

3 doelpunten
- Ali Fasir

2 doelpunten
- Sandjar Ahmadi
- Zohib Islam Amiri
- Mustafa Azadzoy

- Hashmatullah Barakzai
- Passang Tshering

- Ali Umar
- Anil Gurung

1 doelpunt
- Mohammad Rafi Barakzai
- Jahid Hasan Ameli
- Atiqur Rahman Meshu
- Chencho Gyeltshen
- Sonam Tenzin
- Sunil Chhetri

- Arnab Mondal
- Syed Nabi
- Assadhulla Abdulla
- Hassan Adhuham
- Mohammad Umair
- Bharat Khawas

- Bimal Magar
- Ju Manu Rai
- Hassan Bashir
- Samar Ishaq
- Kalim Ullah
- Mohamed Fazaluzzaman

eigen doelpunt
- Pema Dorji (Tegen Sri Lanka)
- Samar Ishaq (Tegen India)

1993 · 1995 · 1997 · 1999 · 2003 · 2005 · 2008 · 2009 · 2011 · 2013 · 2015 · 2018 · 2021 · 2023